# Свиноїдово (селище)
Свиної́дово (рос. Свиноедово) — селище у складі Митищинського міського округу Московської області, Росія.

## Населення
Населення — 43 особи (2010; 57 у 2002).
Національний склад (станом на 2002 рік):
- росіяни — 91 %